# بوب همفريز
بوب همفريز (بالإنجليزية: Bob Humphreys)‏ هو لاعب كرة قاعدة أمريكي، ولد في 18 أغسطس 1935 في كوفينغتون في الولايات المتحدة.

## وصلات خارجية
- بوب همفريز على موقع دوري كرة القاعدة الرئيسي (الإنجليزية)
- بوب همفريز على موقعبيزبول رفرنس.كوم (الدوري الرئيسي) (الإنجليزية)
- بوب همفريز على موقعبيزبول رفرنس.كوم (الدوري الثانوي) (الإنجليزية)